# ミッキーマウス・レビュー
- ウォルト・ディズニー・ワールド
  - ファンタジーランド > ミッキーマウス・レビュー
  - マジック・キングダムのアトラクション > ミッキーマウス・レビュー
- 東京ディズニーランド
  - ファンタジーランド > ミッキーマウス・レビュー
  - 東京ディズニーランドのアトラクション > ミッキーマウス・レビュー

ミッキーマウス・レビュー（The Mickey Mouse Revue）は、東京ディズニーランドのファンタジーランドにあったアトラクションである。
施設の老朽化と「ミッキーのフィルハーマジック」建設のため、2009年5月25日に閉鎖された。現在、ミッキーのオーディオアニマトロニクスはウォルト・ディズニー・ワールド・リゾートにて保管されている。また、『三人の騎士』のオーディオアニマトロニクスもエプコットの「Gran Fiesta Tour」に再利用された。

## このアトラクションが存在したパーク
- マジック・キングダム（ウォルト・ディズニー・ワールド・リゾート）
- 東京ディズニーランド（東京ディズニーリゾート）

## 概要
ミッキーマウスをはじめとしたディズニーキャラクターが演奏会を行うという設定の劇場型のアトラクションで、オーディオアニマトロニクスで作られた様々なディズニーキャラクターが登場した。
このアトラクションは、もともとフロリダのウォルト・ディズニー・ワールド（現ウォルト・ディズニー・ワールド・リゾート）のマジック・キングダムにあったものである。東京ディズニーランドが開園する際に、オリエンタルランドの当時の社長だった高橋政知との個人的親交によるプレゼントという形で、東京ディズニーランドに移設された（もっとも移設された時点で老朽化が目立っており、日本で改修された。）。そのため、プレショーとして上映される映画にウォルト・ディズニー・ワールドの昔のロゴが写る場面があった。
このアトラクションでのミッキーマウスの声はジミー・マクドナルドが、ディズニーパークのアトラクションにおいて唯一吹き込んだ声であった。
演奏会のシーンで使われた楽器は、ほとんどがダミーだが、一部に本物の楽器が使用されていた。
2007年4月10日から同年7月19日の間は、この期間に開催された『リロ&スティッチのフリフリ大騒動〜Find Stitch!〜』の一環として、通常は登場しないスティッチが、登場キャラクターとして紛れ込んでいた。

### マジック・キングダム
| ミッキーマウス・レビュー Mickey Mouse Revue | ミッキーマウス・レビュー Mickey Mouse Revue | ミッキーマウス・レビュー Mickey Mouse Revue | ミッキーマウス・レビュー Mickey Mouse Revue |
| ------------------------------------------- | ------------------------------------------- | ------------------------------------------- | ------------------------------------------- |
| オープン日                                  | オープン日                                  | 1971年10月1日                               | 1971年10月1日                               |
| クローズ日                                  | クローズ日                                  | 1980年9月14日                               | 1980年9月14日                               |
| スポンサー                                  | スポンサー                                  | なし                                        | なし                                        |
| 所要時間                                    | 所要時間                                    | 約20分（メインショー約10分）                | 約20分（メインショー約10分）                |
| 定員                                        | 定員                                        | 476名                                       | 476名                                       |
| 利用制限                                    |                                             | なし                                        | なし                                        |
| シングルライダー                            |                                             |                                             |                                             |

### 東京ディズニーランド
| ミッキーマウス・レビュー | ミッキーマウス・レビュー | ミッキーマウス・レビュー     | ミッキーマウス・レビュー     |
| ------------------------ | ------------------------ | ---------------------------- | ---------------------------- |
| オープン日               | オープン日               | 1983年4月15日                | 1983年4月15日                |
| クローズ日               | クローズ日               | 2009年5月25日                | 2009年5月25日                |
| スポンサー               | スポンサー               | 講談社→なし                  | 講談社→なし                  |
| 所要時間                 | 所要時間                 | 約20分（メインショー約10分） | 約20分（メインショー約10分） |
| 定員                     | 定員                     | 476名                        | 476名                        |
| 利用制限                 |                          | なし                         | なし                         |
| ファストパス             | ファストパス             |                              | 対象外                       |
| シングルライダー         | シングルライダー         |                              | 対象外                       |

## 内容
ゲストが入口に入るとホールディングエリア（待合いロビー）に案内され、次回の公演の準備が整うまでそこで待機する。部屋の中の壁にはミッキーマウスが主演した9つの映画作品の役の姿が描かれている。このロビーに限り、フラッシュによる写真撮影が可能であった。トイレもある。

### プレショー
準備が整うと、プレショーエリアに移動。以降はフラッシュ撮影、携帯電話の使用などが禁止となる。
ここでは、ディズニーの歴史を紹介する映像が上映された。「サウンドトラック」というキャラクターと語り手（声：共に井上真樹夫）によって、ディズニーと音楽、そしてミッキーマウスの関係が紹介される。映像は、オープンからクローズまで同一のものを使用。映像の最後に実写で登場するミッキーマウスといったディズニーキャラクターは古いデザインとなっている。なお、この場内では座席は無く手すりがあるだけで、ゲストはすべて立ち見での映像鑑賞となっていた。

#### 紹介作品
| 1  | 蒸気船ウィリー                   |
| 2  | ミッキーの大演奏会               |
| 3  | ミッキーの芝居見物               |
| 4  | ミッキーの夢物語                 |
| 5  | ミッキーの捕鯨船                 |
| 6  | ミッキーのお化け退治             |
| 7  | ミッキーの猟は楽し               |
| 8  | ファン・アンド・ファンシーフリー |
| 9  | ミッキーの青春手帳               |
| 10 | ファンタジア                     |

### メインショー
映像が終了すると、メインショーシアターに案内される。場内には座席があり、座って鑑賞できる。
ここで、オーディオアニマトロニクスによるディズニーキャラクターの演奏会が行われる。ショーに合わせてステージの幕が上下し、『白雪姫』や『三匹の子ぶた』、『ふしぎの国のアリス』などの様々なシーンが展開する。

## 主な登場キャラクター
※メインショーでのキャラクター。括弧内は演奏している楽器。
- ミッキーマウス（指揮者）
- ミニーマウス（ヴァイオリン）
- グーフィー（アコースティック・ベース）
- プルート（シンバル）
- デイジーダック（チェロ）
- ヒューイ・デューイ・ルーイ（トランペット）
- スクルージ・マクダック（ギター）
- ラビット（たて笛）
- ピグレット（ハーモニカ）
- くまのプーさん（カズー）
- ダンボ、ティモシー（チューバ）
- マッドハッター、ドーマウス、3月うさぎ（バスクラリネット）
- ガス、ジャック（トロンボーン）
- キング・ルイ（マリンバ）
- バルー、カー（フルート）
- シティーマウス（クラリネット）
- カントリーマウス（サックス）
- 三匹の子ぶた（ピアノ、アコーディオン、バイオリン）、ビッグ・バッド・ウルフ
- 白雪姫と森の動物たち、7人の小人（たて笛、よこ笛、パイプオルガン、バンジョー、アコーディオン、ギター、バイオリン）
- アリス、歌う花たち
- ドナルドダック（マラカス）、パンチート（ピストル）、ホセ（ギター）
- シンデレラ、フェアリー・ゴッドマッザー、プリンス・チャーミング
- ブレア・ラビット、ブレア・フォックス、ブレア・ベア

### 声の出演
- アリス：槇みちる[3]
- シンデレラ：松木みね[3]
- ドナルドダック：山崎唯[3]

## 演奏曲
括弧内は原作品。序曲～ハイ・ディドゥル・ディー・ディーまでの一部音源は、1990年代に発売されたCD『東京ディズニーランド・ミュージック・アルバム』に収録されている。
- 序曲 Overture
- ハイ・ホー Heigh-Ho（『白雪姫』）
- 口笛ふいて働こう Whistle While You Work（『白雪姫』）
- 星に願いを When You Wish Upon A Star（『ピノキオ』）
- ハイ・ディドゥル・ディー・ディー Hi-Diddle-Dee-Dee（『ピノキオ』）
- 狼なんか怖くない　Who's Afraid of Big Bad Wolf?（『三匹の子ぶた』）
- わたしの願い I'm wishing（『白雪姫』）
- こびとたちのヨーデル Silly Song（『白雪姫』）
- ゴールデンアフタヌーン All in the Golden Afternoon（『ふしぎの国のアリス』）
- 俺たちは三人の騎士（『三人の騎士』）
- ビビディ・バビディ・ブー Bibbidi-Bobbidi-Boo（『シンデレラ』）
- これが恋かしら So This is Love（『シンデレラ』）
- ジッパ・ディー・ドゥー・ダー Zip-A-Dee-Doo-Dah（『南部の唄』）
- ミッキーマウス・マーチ Mickey Mouse March

観客入替え時
- ケイシー・ジュニア Casey Junior（『ダンボ』）
- ミッキーマウス・マーチ Mickey Mouse March
- きみもとべるよ! You Can Fly! You Can Fly! You Can Fly!（『ピーター・パン』）
- お砂糖ひとさじで A Spoonful of Sugar（『メリー・ポピンズ』）

これらのメドレーが流れている間に、メインショーシアター内のゲストの入替えが完了し、次回のショーが開演できる段取りである。